# Hinc illae lacrimae
 Hinc illae lacrimae лат. (изговор: хинк иле лакриме). Одатле оне сузе. (Публије Теренције Афер)

## Поријекло изреке
Ову изреку је изрекао у другом вијеку старе ере у својој комедији Андрија један од двојице највећих комедиографа  Рима Теренције. (Други је Плаут).

## Значење
Употребљава се у значењу: То је, дакле, прави разлог (нечије жалости, негодовања и сл.).